# Sean Parnell
Sean Parnell (19 de noviembre de 1962) es un político estadounidense del Partido Republicano. Desde julio de 2009 a diciembre de 2014, fue Gobernador del estado de Alaska, tras haber
dimitido Sarah Palin. Antes de llegar a gobernador había sido vicegobernador de Alaska entre 2006 y 2009.